# Basel II
Basel II (Nowa Umowa Kapitałowa) – zrewidowana wersja powstałej w 1988 r. Umowy Kapitałowej, dotyczącej struktury oceny adekwatności kapitałowej instytucji finansowych (Basel I) opracowana przez Bazylejski Komitet Nadzoru Bankowego.
Intencją Nowej Umowy Kapitałowej jest wzmocnienie bezpieczeństwa i stabilności międzynarodowego systemu bankowego oraz poprawa sposobu określania wymogów kapitałowych banku w zależności od poziomu ponoszonego ryzyka i rozmiarów prowadzonej działalności. Zamierzeniem autorów NUK jest również pełniejsze uwzględnienie w określaniu adekwatności kapitałowej innowacji finansowych, które pojawiły się w ostatnich latach. 
Nowa Umowa Kapitałowa została opublikowana w czerwcu 2004 r. Prace nad tym dokumentem trwały od czerwca 1999 r., kiedy to przedstawiono do konsultacji pierwszy dokument zarysowujący nowe podejście do pomiaru adekwatności kapitałowej. Jej nowelizacja nastąpiła w listopadzie 2005 r. i w czerwcu 2006 r.
Zapisy Basel II zostały przekształcone w prawo obowiązujące we wszystkich państwach Unii Europejskiej poprzez: 
- Dyrektywę Parlamentu Europejskiego i Rady nr 48/2006, oraz
- Dyrektywę Parlamentu Europejskiego i Rady nr 49/2006

zwane łącznie Capital Requirements Directive (CRD).
Do polskiego porządku prawnego Nową Umowę Kapitałową / dyrektywy CRD transponują Uchwały Komisji Nadzoru Finansowego z dnia 17 grudnia 2008 r.

## Struktura Nowej Umowy Kapitałowej
Nowa Umowa Kapitałowa składa się z trzech wzajemnie uzupełniających się filarów:
- Filar I – dotyczy szacowania sumy minimalnych wymogów kapitałowych z tytułu ryzyka kredytowego, rynkowego i operacyjnego. Podobnie jak w Umowie z 1988 r. oraz nowelizacji z 1996 r. minimalne wymogi kapitałowe opierają się na trzech podstawowych elementach: definicji kapitału regulacyjnego, aktywów ważonych ryzykiem oraz minimalnego wskaźnika relacji kapitału do aktywów ważonych ryzykiem, który przybiera następującą postać:

{\displaystyle R=FW/[AWR+12,5*(WKRR+WKRO)]}
gdzie:
R – współczynnik wypłacalności,
FW – fundusze własne,
AWR – suma aktywów i zobowiązań pozabilansowych ważonych ryzykiem, obliczona dla ryzyka kredytowego,
WKRR – wymogi kapitałowe z tytułu ryzyka rynkowego,
WKRO – wymogi kapitałowe z tytułu ryzyka operacyjnego.
Ogólny współczynnik wypłacalności nie może być niższy niż 8%. Kapitał regulacyjny (fundusze własne) dzieli się na trzy kategorie: kapitał podstawowy, kapitał uzupełniający oraz kapitał III kategorii.
- Filar II – określa on podstawową rolę nadzoru bankowego, jaką jest zachęcanie banków do stosowania wewnętrznych modeli szacowania wymogów kapitałowych i ustalenie docelowych kapitałów zgodnych z profilem ryzyka w danym banku oraz wewnętrznymi technikami kontroli ryzyka.
- Filar III – zobowiązuje banki do zachowania odpowiedniej dyscypliny rynkowej, upoważniając je do ujawniania informacji na temat ich profilu ryzyka oraz poziomu kapitalizacji.

Komitet Bazylejski podkreśla, że wysiłki podejmowane przez nadzór międzynarodowy w celu zapewnienia bezpieczeństwa i dobrej kondycji systemu bankowego mogą być wynagrodzone sukcesem dzięki dyscyplinującej roli rynku. Udostępnianie informacji uczestnikom rynku motywuje bowiem podmioty informujące do dbałości o wyniki finansowe i inne dane dotyczące spółki, gdy ich odbiorcami są konkurenci, inwestorzy i klienci. Dlatego tak ważną rolę odgrywa rzetelność i uczciwość władz banków. Propozycje dotyczące tematu dyscypliny rynkowej pozostają w ścisłym związku z wymaganiami sprawozdawczymi i w zakresie przyjętych metod oceny ryzyka.